# Dichotomius rodrigoi
Dichotomius rodrigoi là một loài bọ cánh cứng trong họ Bọ hung (Scarabaeidae).